# Pułki konne Armii Ukraińskiej Republiki Ludowej
Pułki konne  Armii Ukraińskiej Republiki Ludowej – oddziały kawalerii Armii Czynnej Ukraińskiej Republiki Ludowej; organizacja jednostki.

## Struktura organizacyjna
Organizacja pułku konnego na podstawie stanu etatowego z 20 sierpnia 1918
Dowódca pułku konnego
- starszy zastępca
- młodszy zastępca

Sztab pułku 
- sekcja administracyjna
- sekcja inspektorska
- sekcja zaopatrzenia
- sekcja sanitarna
- sekcja weterynaryjna
- sekcja cerkiewna
- sekcja trębaczy

Sotnia konna (4)
- czota konna (4)

Sotnia karabinów maszynowych
- czota karabinów maszynowych (2)

Konna drużyna techniczna
- czota łączności
  - rój konnych ordynansów
- czota minerów

Sotnia nieliniowa

## Pułki konne (lista)
- 2 Chersoński Pułk Konny
- 5 Chersoński Pułk Konny
- Konny Pułk Czarnych Zaporożców
- Pułk Konny Dywizji Kijowskiej
- Pułk Konny im. Atamana Iwana Sirki
- Pułk Konny im. Hetmana Iwana Mazepy
- Pułk Konny im. Maksyma Żeleźniaka
- Pułk Konny im. Ołeksandra Udowyczenki
- Pułk Konny Żelaznej Dywizji
- Zaporoski Hajdamacki Pułk Konny im. Atamana Kosta Hordijenki
- Zaporoski Pułk Konny